# Mare de Déu de la Soledat de Selvanera
Mare de Déu de la Soledat de Selvanera és una ermita de Selvanera, al municipi de Torrefeta i Florejacs (Segarra), inclosa a l'Inventari del Patrimoni Arquitectònic de Catalunya.

## Descripció
Ermita de planta rectangular d'una sola nau sense absis. La façana principal presenta una coberta a dues aigües i un campanar de cadireta d'un sol ull semicircular. S'accedeix a l'interior a través d'una portada d'arc escarser emmarcada per una motllura de pedra força considerable.
A l'interior s'observa una volta semicircular amb una cornisa esgraonada que ressegueix tot el perfil interior de l'edifici i un presbiteri lleugerament elevat per un esgraó. L'interior d'aquesta ermita, fins i tot la volta, es troba pintat de color ocre, a excepció d'una franja d'un metre i mig que arrenca des de terra, que està pintada de color salmó. A la part de l'altar hi ha tres fornícules que s'obren al mur, la central, més gran i coronada per una petxina i les dues laterals, que alberguen la figura de dos sants. L'única font de llum que il·luminen l'interior de l'ermita és una petita rosassa que hi ha damunt de la portada d'accés.
A l'exterior s'observa el parament dels murs amb filades de carreus irregulars de pedra i dos grans contraforts als murs de ponent i tramuntana.